# Marina Vassilieva
Marina Alexandrovna Vassilieva (Мари́на Алекса́ндровна Васи́льева) née en 1939 à Léningrad (URSS) est une artiste de ballet et pédagogue soviétique et russe, nommée artiste honorée de la fédération de Russie en 2000. 

## Biographie
Marina Vassilieva termine l'Académie de chorégraphie de Léningrad en 1957 ayant eu comme pédagogue Vera Kostrovitskaïa et Nadejda Bazarova. Ensuite elle est prise dans la troupe du théâtre d'opéra et de ballet Kirov de Léningrad.
Elle a interprété les rôles suivants :
- le Lac des cygnes de Tchaïkovsky (Marius Petipa, Lev Ivanov), pas de trois, danse des petits cygnes.
- Don Quichotte de Léon Minkus : Amour, variation du IVe acte
- La Belle au bois dormant, de Tchaïkovsky, la fée Canari, la fée des diamants, le Petit Chaperon rouge
- La Bayadère de Léon Minkus, trio des ombres
- Le Corsaire d'Adam, trio des odalisques
- Carnaval de Schuman, le papillon
- Raymonda de Glazounov, variations, grand pas
- La Fontaine de Bakhtchissaraï, d'Assafiev, danse des cloches
- La Fleur de pierre de Prokofiev, les gemmes
- Légende d'amour de Melikov, l'or
- La Création du monde de Petrov, les anges
- Le Gaucher, d'Alexandrov, la puce
- Sadko, le poisson rouge

## Pédagogue
Marina Alexandrovna commence  ses activités pédagogiques en 1977 à l'Académie de chorégraphie de Léningrad (devenue en 1991 l'Académie de ballet Vaganova). Elle y forme des dizaines de ballerines, comme Youlia Makhalina (promotion 1985), Natalia Fiodorova (1985), Elvira Khabiboulina (1991), Yana Serebriakova (1997), Yana Selina (1997), Elena Evseïeva (2001), Viktoria Teriochkina (2001), Olessia Novikova (2002), Evguenia Obraztsova (2002), etc. Dans les classes moyennes, elle a donné des cours à Anna Plissetskaïa et Alexandra Koltoun (promotion de Lioudmila Morkovina, 1989).
Elle est doyenne de la faculté de l'Académie Vaganova. Marina Vassilieva a déclaré à propos des débuts du concours « grand prix du théâtre Michel » : « La Mecque du ballet classique, c'est Saint-Pétersbourg. Il nous faut nous maintenir à cette hauteur. L'Académie regroupe à la fois une école d'enseignement général et une école de musique et, bien sûr, des matières spéciales. Cette synthèse est ce qui donne naissance à un vrai danseur de ballet. »

## Distinctions
- 2000 : artiste honoré de la fédération de Russie
- 2009 : lauréate du prix « Espoir de Russie » dans la catégorie « meilleurs pédagogues »[3]